# 興雲律院
興雲律院（こううんりついん）は、栃木県日光市にある天台宗の寺院。

## 歴史
1729年（享保14年）、妙立慈山によって開山された。妙立慈山は戒律の復興を掲げ、安楽律法流を興した。安楽律院・浄名律院とともに安楽律法流の本山の一つであった。

## 文化財
- 興雲律院鐘楼門（栃木県指定有形文化財 昭和47年7月14日指定）[2]
- 木造阿弥陀如来両脇侍坐像（栃木県指定有形文化財 昭和49年7月5日指定）[3]
- 興雲律院三天堂（栃木県指定有形文化財 昭和49年7月5日指定）[4]
- 興雲律院経蔵（栃木県指定有形文化財 昭和49年7月5日指定）[5]
- 板絵著色日光三所権現（栃木県指定有形文化財 平成13年2月13日指定）[6]

## 交通アクセス
- 東武日光駅より徒歩30分。